# Associated Cement Companies
Pour les articles homonymes, voir ACC.
Associated Cement Companies (ACC) est une entreprise indienne qui fait partie de l'indice boursier BSE Sensex. Elle produit du ciment.